# Type a Way
Type a Way è un singolo del cantante Eric Bellinger in collaborazione con Chris Brown ed il produttore OG Parker. Il singolo è stato pubblicato il 25 aprile 2019 e contenuto nel suo album The Rebirth 2.
Bellinger aveva lavorato in precedenza con Brown numerose volte in brani contenuti nei suoi album F.A.M.E., Fortune e X, senza aver mai collaborato vocalmente con quest'ultimo prima del singolo.
Il brano è stato rilasciato anche in una versione interamente in lingua spagnola.

## Video musicale
Il video musicale del singolo è stato pubblicato il 10 giugno del 2019, ed è stato diretto da Brown. Nel video c'è un cameo del cantante R&B Ne-Yo.

## Tracce

### Versione originale
1. Type a Way (feat. Chris Brown & OG Parker) – 3:08

### Versione spagnola
1. Type a Way (Spanish Remix) (feat. Chris Brown & OG Parker) – 3:08

## Classifiche
| Classifica (2019) | Posizione massima |
| ----------------- | ----------------- |
| Regno Unito       | 121               |
| Stati Uniti       | 96                |